# Edward Gargan
Edward Gargan (17 de julio de 1902 – 19 de febrero de 1964) fue un actor cinematográfico y televisivo de nacionalidad estadounidense. 

## Biografía
Nacido en el barrio de Brooklyn, en la ciudad de Nueva York, en el seno de una familia de origen irlandés, él era el hermano mayor del también actor William Gargan.
Nada más acabar sus estudios empezó a actuar en el teatro, consiguiendo una amplia experiencia interpretativa gracias a su trabajo en obras como My Maryland, Rose Marie y Good News, todo ello antes de debutar en el cine. 
Gargan fue uno de los actores más prolíficos de la historia del cine (muchas de sus actuaciones fueron sin acreditar). La Internet Movie Database cifra en más de 300 sus actuaciones, entre 1921 y 1952 en el cine, y entre 1951 y 1953 en la televisión.
Edward Gargan falleció en 1964, a los 61 años de edad, en Nueva York. 

## Selección de su filmografía
- Tarnished Lady 1931
- The Girl in 419 1933
- Bombshell 1933
- Wild Gold (Oro virgen) 1934
- One New York Night 1935
- Miss Pacific Fleet 1935
- Ceiling Zero 1936
- Hearts in Bondage (1936)
- My Man Godfrey 1936
- Jim Hanvey, Detective 1937
- Back in Circulation 1937
- Spring Madness 1938
- Night Work 1939
- The Saint Strikes Back 1939
- Wolf of New York 1940
- Thieves Fall Out 1941
- Ellery Queen and the Murder Ring 1941
- Affectionately Yours 1941
- Blondie for Victory 1942
- Over My Dead Body 1942
- The Falcon Strikes Back 1943
- San Fernando Valley 1944
- Wonder Man 1945
- The Beautiful Cheat 1945
- High Powered 1945
- Behind the Mask 1946
- The Ghost Goes Wild 1947
- Waterfront At Midnight 1948
- Mighty Joe Young 1949
- Triple Trouble 1950
- Bedtime for Bonzo 1951
- Adventures of Gallant Bess 1952